# Reincarnated as a Neglected Noble
«Reincarnated as a Neglected Noble: Raising My Baby Brother With Memories From My Past Life» (яп. 白豚貴族ですが前世の記憶が生えたのでひよこな弟育てます, Shiro Buta Kizoku desu ga Zense no Kioku ga Haeta node Hiyoko na Otōto Sodatemasu, «Перевтілення в забутого дворянина: Виховання молодшого брата зі спогадами з минулого життя») — серія ранобе, написана Яшіро та ілюстрована keepout. Серіалізація розпочалася онлайн у серпні 2018 року на вебсайті Shōsetsuka ni Narō. Пізніше її придбало видавництво TO Books, яке з січня 2020 року опублікувало дванадцять томів. Манґа-адаптація з ілюстраціями Yokowake публікується онлайн через манґа-сервіс Comic Corona від TO Books на базі Nico Nico Seiga з серпня 2020 року та зібрана в п'ять томів танкобонів. Аніме-телесеріал, створений Studio Comet, прем'єрував у липні 2025 року.

## Персонажі
Агеха (яп. 鳳蝶)
Сейю: Місакі Куно (аніме), Харукі Ішія (попереднє життя)
Регулус (яп. レグルス, Regurusu)
Сейю: Марія Ісе (аніме), Чіакі Кобаяші (дорослий)
Алексєй Романов (яп. アレクセイ・ロマノフ, Arekusei Romanofu)
Сейю: Шун'ічі Токі
Принцеса Хяка (яп. 百華公主, Hyakka Kōshu)
Сейю: Акі Тойосакі
Роттенмаєр (яп. ロッテンマイヤー, Rottenmaiyā)
Сейю: Харухі Нанао
Аліса Уцуномія (яп. 宇都宮アリス, Utsunomiya Arisu)
Сейю: Ріе Хікісака
Віктор (яп. ヴィクトル, Vikutoru)
Сейю: Кодзі Юса
Ігор (яп. イゴール, Igōru)
Сейю: Аюму Мурасе
Лаала (яп. ラーラ, Rāra)
Сейю: Хірокі Нанамі
Батько Агехи (яп. 鳳蝶の父, Ageha no chichi)
Сейю: Дайсуке Хіракава
Мати Агехи (яп. 鳳蝶の母, Ageha no haha)
Сейю: Адзуса Енокі
Себастьян (яп. セバスチャン, Sebasuchan)
Сейю: Тадаакі Дої 
Домінік Лоран (яп. ドミニク・ローラン, Dominiku Rōran)
Сейю: Шунічі Макі 

## Медіа

### Ранобе
Ранобе «Reincarnated as a Neglected Noble», написана Яшіро, почало публікуватися на вебсайті Shōsetsuka ni Narō 28 серпня 2018 року. Пізніше її придбало видавництво TO Books, яке 10 січня 2020 року розпочало видання серії з ілюстраціями keepout під своїм імпринтом ранобе TO Bunko. Станом на січень 2025 року було випущено тринадцять томів.
| №  | Дата виходу     | ISBN                   |
| -- | --------------- | ---------------------- |
| 1  | 10 січня 2020   | ISBN 978-4-86472-898-0 |
| 2  | 9 травня 2020   | ISBN 978-4-86472-982-6 |
| 3  | 19 вересня 2020 | ISBN 978-4-86699-045-3 |
| 4  | 20 січня 2021   | ISBN 978-4-86699-112-2 |
| 5  | 10 червня 2021  | ISBN 978-4-86699-231-0 |
| 6  | 20 січня 2022   | ISBN 978-4-86699-406-2 |
| 7  | 20 квітня 2022  | ISBN 978-4-86699-502-1 |
| 8  | 20 вересня 2022 | ISBN 978-4-86699-669-1 |
| 9  | 10 березня 2023 | ISBN 978-4-86699-797-1 |
| 10 | 20 травня 2023  | ISBN 978-4-86699-849-7 |
| 11 | 15 лютого 2024  | ISBN 978-4-86794-091-4 |
| 12 | 20 липня 2024   | ISBN 978-4-86794-253-6 |
| 13 | 15 січня 2025   | ISBN 978-4-86794-425-7 |

### Манґа
Манґа-адаптація з ілюстраціями Yokowake почала серіалізацію 31 серпня 2020 року на манґа-сервісі Comic Corona від TO Books на базі Nico Nico Seiga. Станом на січень 2025 року розділи манґи були зібрані в шість томів танкобонів.
Англійською мовою манґа-адаптація публікується на вебсайті та в застосунку MangaPlaza від NTT Solmare.
| № | Дата виходу      | ISBN                   |
| - | ---------------- | ---------------------- |
| 1 | 1 березня 2021   | ISBN 978-4-86699-162-7 |
| 2 | 1 листопада 2021 | ISBN 978-4-86699-362-1 |
| 3 | 15 червня 2022   | ISBN 978-4-86699-546-5 |
| 4 | 15 травня 2023   | ISBN 978-4-86699-843-5 |
| 5 | 15 лютого 2024   | ISBN 978-4-86794-086-0 |
| 6 | 15 січня 2025    | ISBN 978-4-86794-406-6 |

### Театральна постановка
Театральна адаптація п'єси відбулася в театрі Shinjukumura Performing Theater у Шінджюку, Токіо, з 24 по 28 березня 2021 року.
Ще одна театральна адаптація п'єси з повністю жіночим акторським складом відбулася в CBGK Shikugeki!! з 18 по 22 жовтня 2023 року.

### Аніме
Про створення аніме-телесеріалу було оголошено 17 липня 2024 року. Виробництвом серіалу займається Studio Comet, режисером є Масафумі Сато, сценаристом — Міцутака Хірота, дизайнером персонажів — Томоко Міякава, а композитором музики — Аріса Окехазама. Трансляція серіалу розпочалася на ABEMA та Crunchyroll з 20 квітня 2025 року, а прем'єра на Tokyo MX та інших мережах відбулась 6 липня 2025 року. Початковою музичною темою є пісня «Kuchinaoshi» (яп. ギフにテッド, Palate Cleanser) у виконанні Wanuka, а завершальною — «Mada Shiranai Story» (яп. まだ知らないストーリー, Yet Unknown Story) у виконанні Ms.Ooja.